# Lista dos governantes de Brandemburgo

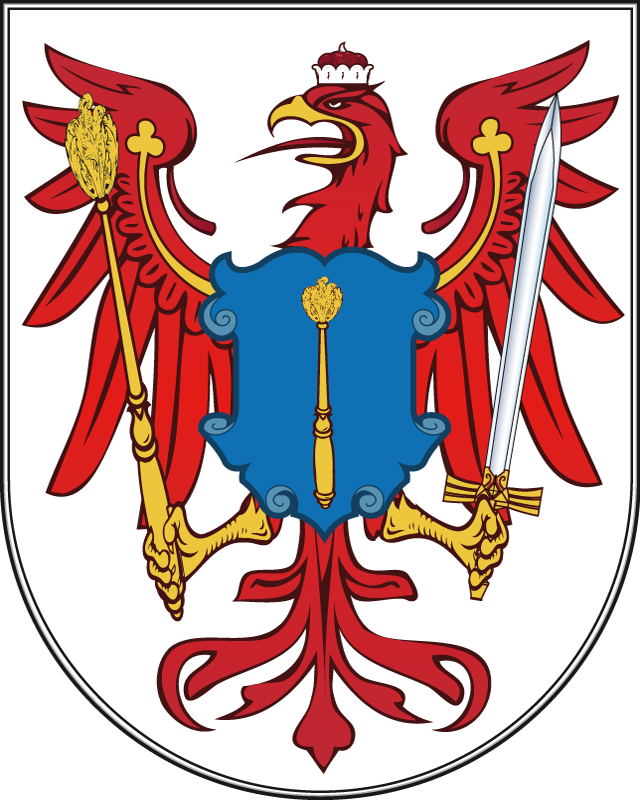
Brasão de armas da Marca de Brandemburgo.

Este artigo relaciona os marqueses e eleitores de Brandemburgo ou Brandeburgo durante o período em que Brandemburgo foi um Estado constituinte do Sacro Império Romano-Germânico.
O Mark, ou Marca de Brandemburgo foi um dos principais Estados constituintes do Sacro Império Romano-Germânico. Ele foi criado como Marca de Brandemburgo em 11 de junho de 1157 por Alberto, o Urso, marquês da Marca do Norte. Em 1356, pelos termos da Bula Dourada de Carlos IV, ao marquês de Brandemburgo foi dado o direito permanente de participar da eleição do Sacro Imperador Romano-Germânico com o título de Eleitor (em alemão:  Kurfürst).
A linhagem de marquês-eleitores chegou ao fim com a queda do Sacro Império Romano-Germânico, em 1806. Brandemburgo foi então incorporado ao Reino da Prússia, um reino independente, que os Eleitores de Brandemburgo já vinham governando desde 1701.

## Marqueses de Brandemburgo

### Dinastia de Ascânia
| #  | Nome        |  | Início do governo       | Fim do governo          | Cognome(s) | Notas |
| -- | ----------- |  | ----------------------- | ----------------------- | ---------- | --- |
| 1  | Alberto I   |  | 1157                    | 18 de Novembro de 1170  | O Urso     | Desde 1134 marquês da Marca do Norte. Fundador da Marca de Brandemburgo e primeiro marquês de Brandemburgo. Em 1138 ele tornou-se também duque da Saxónia. |
| 2  | Otão I      |  | 18 de Novembro de 1170  | 8 de Julho de 1184      |            | Filho de Alberto I. Governou juntamente com seu pai a partir de 1144. |
| 3  | Otão II     |  | 8 de Julho de 1184      | 4 de Julho de 1205      |            | Filho de Otão I. Através de campanhas militares contra eslavos e dinamarqueses, expandiu o território do marquês de Brandemburgo. |
| 4  | Alberto II  |  | 4 de Julho de 1205      | 25 de Fevereiro de 1220 |            | Filho de Otão I. Através de campanhas militares contra eslavos e dinamarqueses, expandiu o território do marquês de Brandemburgo. |
| 5  | João I      |  | 25 de Fevereiro de 1220 | 4 de Abril de 1266      |            | Filho de Alberto II, governa conjuntamente com o seu irmão Otão III. Várias cidades foram fundadas ou ampliadas sob o seu governo, incluindo Berlim. Pela primeira vez foram incorporados territórios a leste do rio Oder. Brandemburgo tornou-se um dos maiores principados do Império. |
| 6  | Otão III    |  | 25 de Fevereiro de 1220 | 9 de Outubro de 1267    | O Devoto   | Filho de Alberto II, governou conjuntamente com o seu irmão João I. Em 1156 concorreu, sem sucesso, ao trono alemão. Em 1258 houve a divisão de governo entre João e Otão, contudo, eles continuaram a governar por consenso.                                                            |
| 7  | João II     |  | 4 de Abril de 1266      | 10 de Setembro de 1281  |            | Governa conjuntamente com Otão IV, Conrado, Henrique I, João III, Otão V, Alberto III, Otão VI, Hermano e João IV. |
| 8  | Otão IV     |  | 4 de Abril de 1266      | 27 de Novembro de 1309  |            | Governa conjuntamente com João II, Conrado, Henrique I, João III, Otão V, Alberto III, Otão VI, Hermano e João IV. |
| 9  | Conrado     |  | 4 de Abril de 1266      | 1304                    |            | Governa conjuntamente com João II, Otão IV, Henrique I, João III, Otão V, Alberto III, Otão VI, Hermano e João IV. |
| 10 | Henrique I  |  | 4 de Abril de 1266      | 14 de Fevereiro de 1318 | Sem Terra  | Governa conjuntamente com João II, Otão IV, Conrado, João III, Otão V, Alberto III, Otão VI, Hermano e João IV. |
| 11 | João III    |  | 9 de Outubro de 1267    | 1268                    |            | Governa conjuntamente com João II, Otão IV, Conrado, Henrique I, Otão V, Alberto III, Otão VI, Hermano e João IV. |
| 12 | Otão V      |  | 9 de Outubro de 1267    | Julho de 1299           | O Longo    | Governa conjuntamente com João II, Otão IV, Conrado, Henrique I, João III, Alberto III, Otão VI, Hermano e João IV. |
| 13 | Alberto III |  | 9 de Outubro de 1267    | 4 de Dezembro de 1300   |            | Governa conjuntamente com João II, Otão IV, Conrado, Henrique I, João III, Otão V, Otão VI, Hermano e João IV. |
| 14 | Otão VI     |  | 9 de Outubro de 1267    | 1286                    | O Breve    | Governa conjuntamente com João II, Otão IV, Conrado, Henrique I, João III, Otão V, Alberto III, Hermano e João IV. |
| 15 | Hermano     |  | 4 de Abril de 1266      | 14 de Fevereiro de 1318 |            | Governa conjuntamente com João II, Otão IV, Conrado, Henrique I, João III, Otão V, Alberto III, Otão VI e João IV. |
| 16 | João IV     |  | 4 de Abril de 1266      | 1305                    |            | Governa conjuntamente com João II, Otão IV, Conrado, Henrique I, João III, Otão V, Alberto III, Otão VI e Hermano. |
| 17 | Valdemar    |  | 1308                    | 14 de Agosto de 1319    | O Grande   | Filho de Conrado. Até 1317 foi co-regente com João V, o Ilustre, filho único de Hermann III. Em 1348 apareceu um vigarista, que fez-se passar por Valdemar e governou por um curto período.                                                                                              |
| 18 | João V      |  | 1308                    | 1317                    | O Ilustre  | |
| 19 | Henrique II |  | 1318                    | Julho de 1320           | A Criança  | Filho de Henrique I, esteve sob a tutela do seu primo Valdemar. Morreu com apenas um ano de governo independente. Com sua morte teve fim a Dinastia de Ascânia em Brandemburgo |

Após a extinção da Dinastia de Ascânia em 1320, Brandemburgo passou para o controle do imperador Luís IV da Casa de Wittelsbach, um tio de Henrique II, que doou Brandemburgo, em 1323, a seu primogênito, Luís V da Baviera.

### Casa de Wittelsbach
| #  | Nome    |  | Início do governo | Fim do governo | Cognome(s) | Notas |
| -- | ------- |  | ----------------- | -------------- | ---------- | --- |
| 20 | Luís I  |  | 1323              | 1351           |            | Filho do imperador Luís IV, governou devido a menoridade até 1330 sob a tutela de Bertoldo VII de Hennegau. Foi, desde 1342, Conde do Tirol e desde 1347, Duque da Baviera. Em 1351 Luís abdicou em favor de seu meio-irmão. |
| 21 | Luís II |  | 1351              | 1356           | O Romano   | Meio-irmão de Luís I. Foi desde 1347 Duque da Baviera. Em 1351 ele trocou com seu meio-irmão o governo da Alta Baviera pelo de Brandemburgo.                                                                                 |

## Eleitorado de Brandemburgo
Em 1356, pelos termos da Bula Dourada do imperador Carlos IV, foi dado ao marquês de Brandemburgo o direito permanente de participar da eleição do Sacro Imperador Romano-Germânico com o título de Eleitor (em alemão:  Kurfürst).

### Casa de Wittelsbach
| # | Nome     |  | Início do governo  | Fim do governo     | Cognome(s) | Notas |
| - | -------- |  | ------------------ | ------------------ | ---------- | --- |
| 1 | Luís II  |  | 1356               | 17 de Maio de 1365 | O Romano   | Em 1356, torna-se Príncipe-eleitor. |
| 2 | Otão VII |  | 17 de Maio de 1365 | 1373               |            | Irmão de Luís II. Otão vendeu a Baixa Lusácia para os Wettin e perdeu territórios para a Polónia. A sua má política levou Carlos IV a invadir Brandemburgo em 1371. Até 1373, Otão permaneceu apenas formalmente como soberano e, terminou por dar a Marca para Carlos IV. |

### Casa de Luxemburgo
| # | Nome       |  | Início do governo | Fim do governo        | Cognome(s) | Notas |
| - | ---------- |  | ----------------- | --------------------- | ---------- | --- |
| 3 | Venceslau  |  | 1373              | 1378                  |            | O imperador Carlos IV forçou o último Eleitor de Wittelsbach a abdicar, e então instalou seu próprio filho, Venceslau. Como Venceslau era ainda uma criança (n. 1361), o Imperador administrou a marca para ele. Desde 1363, Rei da Boêmia e desde 1378, Rei do Sacro Império Romano-Germânico. |
| 4 | Sigismundo |  | 1378              | 1388                  |            | Meio-irmão de Venceslau, desde 1387, Rei da Hungria e da Croácia. Em 1388, gastos elevados forçaram-no a penhorar Brandemburgo para seu primo Jobst da Morávia. |
| 5 | Jobst      |  | 1388              | 18 de Janeiro de 1411 |            | Meio-irmão de Luís I. Foi desde 1347 Duque da Baviera. Em 1351 ele trocou com seu meio-irmão o governo da Alta Baviera pelo de Brandemburgo. O "Falso Valdemar" foi finalmente derrotado. |
| 4 | Sigismundo |  | 1411              | 1415                  |            | Após a morte de seu primo Jobst, Sigismundo reconquistou o controle sobre Brandemburgo e foi eleito, sem disputa, Rei dos Romanos. Em 1415 ele hipotecou a Marca de Brandemburgo para Frederico I.                                                                                              |

### Casa de Hohenzollern

#### Partições de Brandemburgo sob governo dos Hohenzollern
| Eleitorado de Brandemburgo (1415-1440)                                            | Eleitorado de Brandemburgo (1415-1440)                                                       | Marca de Brandemburgo (sob governo da Casa de Luxemburgo)        | Marca de Brandemburgo (sob governo da Casa de Luxemburgo) | Marca de Brandemburgo (sob governo da Casa de Luxemburgo) |
|                                                                                   |                                                                                              |                                                                  |                                                           |                                                           |
|                                                                                   |                                                                                              | Marca de Brandemburgo (1426-1440)                                |                                                           |                                                           |
| Eleitorado de Brandemburgo and Marca de Brandemburgo (1440-1618)                  | Eleitorado de Brandemburgo and Marca de Brandemburgo (1440-1618)                             | Eleitorado de Brandemburgo and Marca de Brandemburgo (1440-1618) | Marca de Brandemburgo-Ansbach (1440-1791)                 | Marca de Brandemburgo-Kulmbach (1ª criação) (1440-1457)   |
| Eleitorado de Brandemburgo and Marca de Brandemburgo (1440-1618)                  | Eleitorado de Brandemburgo and Marca de Brandemburgo (1440-1618)                             | Eleitorado de Brandemburgo and Marca de Brandemburgo (1440-1618) |                                                           |                                                           |
| Eleitorado de Brandemburgo and Marca de Brandemburgo (1440-1618)                  | Eleitorado de Brandemburgo and Marca de Brandemburgo (1440-1618)                             | Eleitorado de Brandemburgo and Marca de Brandemburgo (1440-1618) | Marca de Brandemburgo-Kulmbach (2ª criação) (1486-1495)   |                                                           |
| Eleitorado de Brandemburgo and Marca de Brandemburgo (1440-1618)                  | Eleitorado de Brandemburgo and Marca de Brandemburgo (1440-1618)                             | Eleitorado de Brandemburgo and Marca de Brandemburgo (1440-1618) |                                                           |                                                           |
| Eleitorado de Brandemburgo and Marca de Brandemburgo (1440-1618)                  | Eleitorado de Brandemburgo and Marca de Brandemburgo (1440-1618)                             | Eleitorado de Brandemburgo and Marca de Brandemburgo (1440-1618) | Marca de Brandemburgo-Kulmbach (3ª criação) (1515-1535)   |                                                           |
|                                                                                   |                                                                                              | Marca de Brandemburgo-Küstrin (1535-1571)                        |                                                           |                                                           |
|                                                                                   |                                                                                              |                                                                  |                                                           |                                                           |
|                                                                                   |                                                                                              |                                                                  |                                                           |                                                           |
|                                                                                   | Marca de Brandemburgo-Bayreuth (a capital traslada-se de Kulmbach para Bayreuth) (1603-1769) |                                                                  |                                                           |                                                           |
| Eleitorado de Brandemburgo, Ducado da Prússia e Marca de Brandemburgo (1618-1701) |                                                                                              |                                                                  |                                                           |                                                           |
|                                                                                   |                                                                                              | Marca de Brandemburgo-Schwedt (1692-1788)                        |                                                           |                                                           |
| Eleitorado de Brandemburgo e Reino da Prússia (1701-1806)                         |                                                                                              |                                                                  |                                                           |                                                           |
|                                                                                   |                                                                                              |                                                                  |                                                           |                                                           |
|                                                                                   |                                                                                              |                                                                  |                                                           |                                                           |
|                                                                                   |                                                                                              |                                                                  |                                                           |                                                           |
| Reino da Prússia (1806-1918)                                                      |                                                                                              |                                                                  |                                                           |                                                           |

#### Os governantes
(Note: A numeração dos príncipes é a mesma para todos os principados, uma vez que todos se intitulavam Marqueses de Brandemburgo, apesar das várias partes em que a terra foi dividida e as várias numerações particulares de uma delas. Os governantes estão numerados por ano de sucessão.)
| Governante                                                    | Governante | Nascimento              | Reinado                                          | Morte                   | Parte                                              | Consorte | Notas |
| ------------------------------------------------------------- | ---------- | ----------------------- | ------------------------------------------------ | ----------------------- | -------------------------------------------------- | --- | --- |
| Frederico I Friedrich I                                       |            | 21 de setembro de 1371  | 30 de abril de 1415 - 20 de setembro de 1440     | 20 de setembro de 1440  | Eleitorado de Brandemburgo                         | Isabel da Baviera-Landshut 18 de setembro de 1401 dez filhos | Originalmente Burgrave de Nuremberga como Frederico VI. Foi designado para o cargo por Sigismundo do Sacro Império Romano-Germânico entre 1415 e 1417. |
| Frederico I                                                   |            | 21 de setembro de 1371  | 1417-1426                                        | 20 de setembro de 1440  | Marca de Brandemburgo                              | Isabel da Baviera-Landshut 18 de setembro de 1401 dez filhos | Apesar de lhe ser dado o Eleitorado em 1415, a Marca foi-lhe concedida somente em 1417, da qual abdica para o filho em 1426. Em 1420 juntou as suas terras ancestrais de Nuremberga com Brandemburgo. |
| João VI o Alquimista                                          |            | 1406                    | 1426-1440                                        | 16 de novembro de 1464  | Marca de Brandemburgo                              | Bárbara de Saxe-Wittenberg 1416 quatro filhos | Recebeu a Marca de Brandemburgo do seu pai. Contudo, após a morte deste, o Brandemburgo foi redividido, e João recebeu Kulmbach. Abdicou em 1457. |
| João VI o Alquimista                                          | 1440-1457  | 1406                    | Brandemburgo-Kulmbach                            | 16 de novembro de 1464  |                                                    | Bárbara de Saxe-Wittenberg 1416 quatro filhos | Recebeu a Marca de Brandemburgo do seu pai. Contudo, após a morte deste, o Brandemburgo foi redividido, e João recebeu Kulmbach. Abdicou em 1457. |
| Frederico II Dente de Ferro Friedrich II                      |            | 21 de setembro de 1371  | 20 de setembro de 1440 - 10 de fevereiro de 1471 | 10 de fevereiro de 1471 | Marca de Brandemburgo e Eleitorado de Brandemburgo | Catarina da Saxónia 11 de junho de 1441 Wittenberg three children | Reuniu definitivamente o Eleitorado e a Marca de Brandemburgo. Contudo, o pai deu aos seus irmãos as terras de Ansbach e Kulmbach. Ele dedicou-se ao fortalecimento e segurança de Brandemburgo e em 1454 adquiriu Nova Marca da Ordem Teutônica. Em 1470 ele passou o governou para seu irmão Alberto Aquiles. |
| Alberto IV Aquiles                                            |            | 9 de novembro de 1414   | 1440-1457                                        | 11 de março de 1486     | Brandemburgo-Ansbach                               | Margarida de Baden 1446 quatro filhos Ana da Saxónia 12 de novembro de 1458 Ansbach treze filhos | Recebeu Ansbach depois da morte do pai. Em 1457 herdou as terras do seu irmão João, unindo-as. Tornou-se Eleitor em 1471. |
| Alberto IV Aquiles                                            | 1457-1486  | 9 de novembro de 1414   | Brandemburgo-Ansbach e Brandemburgo-Kulmbach     | 11 de março de 1486     |                                                    | Margarida de Baden 1446 quatro filhos Ana da Saxónia 12 de novembro de 1458 Ansbach treze filhos | Recebeu Ansbach depois da morte do pai. Em 1457 herdou as terras do seu irmão João, unindo-as. Tornou-se Eleitor em 1471. |
| Alberto IV Aquiles Albrecht Achilles                          |            | 9 de novembro de 1414   | 10 de fevereiro de 1471 - 11 de março de 1486    | 11 de março de 1486     | Eleitorado de Brandemburgo                         | Margarida de Baden 1446 quatro filhos Ana da Saxónia 12 de novembro de 1458 Ansbach treze filhos | Irmão do antecessor. Em 1473 ele adotou o Dispositio Achillea, no qual ficou definido a indivisibilidade de Brandemburgo. No mesmo ano ele entregou o governo para seu filho João Cícero. |
| João VII Cícero Johann Cicero                                 |            | 2 de agosto de 1455     | 11 de março de 1486 - 9 de janeiro de 1499       | 9 de janeiro de 1499    | Eleitorado de Brandemburgo                         | Margarida da Turíngia 15 de agosto de 1476 Berlim seis filhos | Filho de Alberto Aquiles. Fez de Berlim a sede do governo. |
| Sigismundo                                                    |            | 27 de setembro de 1468  | 1486-1495                                        | 26 de fevereiro de 1495 | Brandemburgo-Kulmbach                              | Não casou | Recebeu Kulmbach após a morte do pai. Não deixou descendentes, e Kulmbach regressou à posse de Ansbach. |
| Frederico III o Velho                                         |            | 8 de maio de 1460       | 1486-1495                                        | 4 de abril de 1536      | Brandemburgo-Ansbach                               | Sofia da Polónia 14 de fevereiro de 1479 Frankfurt an der Oder dezassete filhos | Recebeu Ansbach após a morte do pai. Em 1495 herdou a terra do seu irmão. Em 1515 as marcas foram novamente separadas. |
| Frederico III o Velho                                         | 1495-1515  | 8 de maio de 1460       | Brandemburgo-Ansbach e Brandemburgo-Kulmbach     | 4 de abril de 1536      |                                                    | Sofia da Polónia 14 de fevereiro de 1479 Frankfurt an der Oder dezassete filhos | Recebeu Ansbach após a morte do pai. Em 1495 herdou a terra do seu irmão. Em 1515 as marcas foram novamente separadas. |
| Frederico III o Velho                                         | 1515-1536  | 8 de maio de 1460       | Brandemburgo-Ansbach                             | 4 de abril de 1536      |                                                    | Sofia da Polónia 14 de fevereiro de 1479 Frankfurt an der Oder dezassete filhos | Recebeu Ansbach após a morte do pai. Em 1495 herdou a terra do seu irmão. Em 1515 as marcas foram novamente separadas. |
| Joaquim I Nestor                                              |            | 21 de fevereiro de 1484 | 9 de janeiro de 1499 - 11 de julho de 1535       | 11 de julho de 1535     | Eleitorado de Brandemburgo                         | Isabel da Dinamarca 10 de abril de 1502 Berlim cinco filhos | Ele fundou a Universidade em Frankfurt an der Oder e unificado herança nos países do Hohenzollern. Após a sua morte, Brandemburgo foi dividido entre seus dois filhos, Joaquim II e João, o último ficou com Nova Marca.                                                                                        |
| Casimiro I                                                    |            | 27 de dezembro de 1481  | 1515-1527                                        | 21 de setembro de 1527  | Brandemburgo-Kulmbach                              | Susana da Baviera 25 de agosto de 1518 Augsburgo cinco filhos | Filho primogénito de Frederico III, recebeu Kulmbach ainda em vida do pai. |
| Jorge I de Brandemburgo-Ansbach (regente)                     |            | 4 de março de 1484      | 1527-1541                                        | 27 de dezembro de 1543  | Brandemburgo-Ansbach                               | Beatriz de Frangepan 21 de janeiro de 1509 Gyula sem filhos Edviges de Münsterberg-Oels 9 de janeiro de 1525 Oleśnica dois filhos Emília da Saxónia 25 de agosto de 1533 quatro filhos | Irmão de Casimiro, foi regente em nome do sobrinho. |
| Alberto V Alcibíades o Belicoso                               |            | 28 de março de 1522     | 1541-1557                                        | 8 de janeiro de 1557    | Brandemburgo-Kulmbach                              | Não casou | Não deixou descendência, e Kulmbach voltou à posse de Ansbach. |
| Joaquim II Heitor                                             |            | 13 de janeiro de 1505   | 11 de julho de 1535 - 3 de janeiro de 1571       | 3 de janeiro de 1571    | Eleitorado de Brandemburgo                         | Madalena da Saxónia 6 de novembro de 1524 Dresden seis filhos Edviges da Polónia 29 de agosto/1 de setembro de 1535 Cracóvia seis filhos | Sob o seu governo, foi introduzida a Reforma Protestante em Brandemburgo. Ele é conhecido por ter em 1558 assinado a Confissão de Augsburgo. |
| João VIII                                                     |            | 3 de agosto de 1513     | 1535-1571                                        | 13 de janeiro de 1571   | Brandemburgo-Küstrin                               | Catarina de Brunsvique-Volfembutel 11 de novembro de 1537 Volfembutel dois filhos | Filho do Eleitor Joaquim I. A Marca de Küstrin foi criada para ele. Após a sua morte sem descendentes masculinos, Küstrin foi reanexado ao Eleitorado. |
| Jorge I o Piedoso                                             |            | 4 de março de 1484      | 1536-1543                                        | 27 de dezembro de 1543  | Brandemburgo-Ansbach                               | Beatriz de Frangepan 21 de janeiro de 1509 Gyula sem filhos Edviges de Münsterberg-Oels 9 de janeiro de 1525 Oleśnica dois filhos Emília da Saxónia 25 de agosto de 1533 quatro filhos | |
| Joaquim II Heitor, Príncipe-Eleitor de Brandemburgo (regente) |            | 13 de janeiro de 1505   | 1543-c.1548                                      | 3 de janeiro de 1571    | Brandemburgo-Ansbach                               | Madalena da Saxónia 6 de novembro de 1524 Dresden seis filhos Edviges da Polónia 29 de agosto/1 de setembro de 1535 Cracóvia seis filhos | Regentes em nome do filho de Jorge I. |
| João Frederico I, Eleitor da Saxónia (regente)                |            | 30 de junho de 1503     | 1543-1547                                        | 3 de março de 1554      | Brandemburgo-Ansbach                               | Sibila de Cleves 9 de fevereiro de 1527 Torgau quatro filhos | Regentes em nome do filho de Jorge I. |
| Maurício, Eleitor da Saxónia (regente)                        |            | 13 de janeiro de 1505   | 1547-c.1548                                      | 3 de janeiro de 1571    | Brandemburgo-Ansbach                               | Inês de Hesse 9 de janeiro de 1541 Marburgo dois filhos | Regentes em nome do filho de Jorge I. |
| Filipe I de Hesse (regente)                                   |            | 13 de novembro de 1504  | 1543-c.1548                                      | 31 de março de 1567     | Brandemburgo-Ansbach                               | Cristina da Saxónia 11 de dezembro de 1523 Cassel dez filhos Margarete de Saale 14 de março de 1540 Rotemburgo (morganático e bígamo) nove filhos | Regentes em nome do filho de Jorge I. |
| Jorge Frederico I o Velho                                     |            | 5 de abril de 1539      | c.1548-1557                                      | 25 de abril de 1603     | Brandemburgo-Ansbach                               | Isabel de Brandemburgo-Küstrin 26 de dezembro de 1558 Küstrin sem filhos Sofia de Brunsvique-Luneburgo 3 de maio de 1579 Dresden dois filhos | Em 1557 reuniu Kulmbach a Ansbach. Não deixou decsendência, e ambas as Marcas passaram para os filhos do Eleitor João Jorge. |
| Jorge Frederico I o Velho                                     | 1557-1603  | 5 de abril de 1539      | Brandemburgo-Ansbach and Brandemburgo-Kulmbach   | 25 de abril de 1603     |                                                    | Isabel de Brandemburgo-Küstrin 26 de dezembro de 1558 Küstrin sem filhos Sofia de Brunsvique-Luneburgo 3 de maio de 1579 Dresden dois filhos | Em 1557 reuniu Kulmbach a Ansbach. Não deixou decsendência, e ambas as Marcas passaram para os filhos do Eleitor João Jorge. |
| João Jorge Johann Georg                                       |            | 11 de setembro de 1525  | 3 de janeiro de 1571 - 8 de janeiro de 1598      | 8 de janeiro de 1598    | Eleitorado de Brandemburgo                         | Sofia de Legnica 15 de fevereiro de 1545 um filho Sabina de Brandemburgo-Ansbach 12 de fevereiro de 1548 Ansbach onze filhos Isabel de Anhalt-Zerbst 6 de outubro de 1577 Letzlingen onze filhos | Como o seu tio João não deixou herdeiros, João Jorge unificou novamente Brandemburgo. Destacou-se especialmente pela consolidação das finanças de Brandemburgo. |
| Joaquim Frederico Joachim Friedrich                           |            | 27 de janeiro de 1546   | 8 de janeiro de 1598 - 18 de julho de 1608       | 18 de julho de 1608     | Eleitorado de Brandemburgo                         | Catarina de Brandemburgo-Küstrin 8 de janeiro de 1570 Küstrin onze filhos Leonor da Prússia 2 de novembro de 1603 Berlim um filho | Desde 1605 Regente da Prússia. Ele fundou a primeira indústria vidreira de Brandemburgo, e mandou abrir o canal Finow entre os rios Oder e Havel. |
| Joaquim Ernesto                                               |            | 22 de junho de 1583     | 1603-1625                                        | 7 de março de 1625      | Brandemburgo-Ansbach                               | Sofia de Solms-Laubach 1612 Ansbach três filhos | Filho do Eleitor João Jorge, recebu Ansbach. |
| Cristiano                                                     |            | 30 de janeiro de 1581   | 1603-1655                                        | 30 de maio de 1655      | Brandemburgo-Bayreuth                              | Maria da Prússia 29 de abril de 1604 Kulmbach nove filhos | Filho do Eleitor João Jorge, recebeu Kulmbach. Em 1604 trasladou a capital da marca para Bayreuth, pelo que desde esse ano o Brandemburgo-Kulmbach se passou a designar Brandemburgo-Bayreuth. |
| João Sigismundo Johann Sigismund                              |            | 8 de novembro de 1572   | 18 de julho de 1608 - 3 de novembro de 1619      | 23 de dezembro de 1619  | Eleitorado de Brandemburgo                         | Ana da Prússia 30 de outubro de 1594 Königsberg oito filhos | Em 1613 deixou o luteranismo e converteu-se ao Calvinismo. Tornou-se duque da Prússia em 1618. |
| Jorge Guilherme I Georg Wilhelm                               |            | 13 de novembro de 1595  | 3 de novembro de 1619 - 1 de dezembro de 1640    | 1 de dezembro de 1640   | Eleitorado de Brandemburgo                         | Isabel Carlota do Palatinado 24 July 1616 Heidelberg quatro filhos | Na Guerra dos Trinta Anos Brandemburgo perdeu uma grande parte da sua população. Jorge Guilherme mudou-se para a prussiana Königsberg em 1638. Também duque da Prússia. |
| Frederico IV                                                  |            | 1 May 1616              | 1625-1634                                        | 6 September 1634        | Brandemburgo-Ansbac                                | Não casou | Não deixou descendência, sendo sucedido pelo seu irmão. |
| Alberto VI                                                    |            | 18 de setembro de 1620  | 1634-1667                                        | 22 de outubro de 1667   | Brandemburgo-Ansbach                               | Henriqueta Luísa de Württemberg-Mömpelgard 31 de agosto de 1642 Estugarda três filhos Sofia Margarida de Oettingen-Oettingen 15 October 1651 Oettingen cinco filhos Cristina de Baden-Durlach 6 de agosto de 1665 Durlach sem filhos | |
| Frederico Guilherme I o Grande Eleitor Friedrich Wilhelm      |            | 16 de fevereiro de 1620 | 1 December 1640 - 29 April 1688                  | 29 de abril de 1688     | Eleitorado de Brandemburgo                         | Luísa Henriqueta de Orange-Nassau 7 de dezembro de 1646 Haia seis filhos Sofia Doroteia de Schleswig-Holstein-Sonderburg-Glücksburg 13 de julho de 1668 Gröningen sete filhos | Também Duque da Prússia. |
| Cristiano Ernesto                                             |            | 6 de agosto de 1644     | 1655-1712                                        | 20 de maio de 1712      | Brandemburgo-Bayreuth                              | Erdemunda Sofia da Saxónia 29 de outubro de 1662 Dresden sem filhos Sofia Luísa de Württemberg-Winnental 8 de fevereiro de 1671 Estugarda six children Isabel Sofia de Brandemburgo 30 de março de 1703 Potsdam nove filhos | Filho de Hermano Augusto, filho de Cristiano I. |
| João Frederico                                                |            | 18 de outubro de 1654   | 1667-1686                                        | 22 de março de 1686     | Brandemburgo-Ansbach                               | Joana Isabel de Baden-Durlach 26 de janeiro de 1673 Durlach cinco filhos Leonor Edmunda de Saxe-Eisenach 4 de novembro de 1681 Eisenach três filhos | |
| Conselho de regência (1686-1692)                              |            |                         |                                                  |                         |                                                    | | |
| Cristiano Alberto                                             |            | 18 de setembro de 1675  | 1686-1692                                        | 16 de outubro de 1692   | Brandemburgo-Ansbach                               | Não casou | Faleceu ainda menor, e foi sucedido pelo seu irmão. |
| Frederico V Friedrich I                                       |            | 11 de julho de 1657     | 29 de abril de 1688 - 25 de fevereiro de 1713    | 25 de fevereiro de 1713 | Eleitorado de Brandemburgo                         | Isabel Henriqueta de Hesse-Cassel 13 de agosto de 1679 Potsdam um filho Sofia Carlota de Hanôver 8 de outubro de 1684 Herrenhausen dois filhos Sofia Luísa de Mecklemburgo-Schwerin 28 de novembro de 1708 Berlim sem filhos | Também Duque da Prússia. Em 1701 tornou-se no primeiro Rei da Prússia, como Frederico I. |
| Jorge Frederico II                                            |            | 3 de maio de 1678       | 1692-1703                                        | 29 de março de 1703     | Brandemburgo-Ansbach                               | Não casou | Faleceu sem descendência sendo sucedido pelo seu irmão. |
| Filipe Guilherme                                              |            | 19 de maio de 1669      | 1692-1711                                        | 19 de dezembro de 1711  | Brandemburgo-Schwedt                               | Joana Carlota de Anhalt-Dessau 25 de janeiro de 1699 Oranienbaum ses filhos | Filho do Eleitor Frederico Guilherme I. O Marquesado de Schwedt foi criado para ele. |
| Guilherme Frederico                                           |            | 8 de janeiro de 1686    | 1703-1723                                        | 7 de janeiro de 1723    | Brandemburgo-Ansbach                               | Cristiana Carlota de Württemberg-Winnental 28 de agosto de 1709 Estugarda três filhos | |
| Frederico Guilherme II                                        |            | 17 de novembro de 1700  | 1711-1771                                        | 4 de março de 1771      | Brandemburgo-Schwedt                               | Sofia Doroteia da Prússia 10 de novembro de 1734 Potsdam cinco filhos | Não deixou descendência, sendo sucedido elo seu irmão, Frederico Henrique. |
| Jorge Guilherme II                                            |            | 26 de novembro de 1678  | 1712-1726                                        | 18 de dezembro de 1726  | Brandemburgo-Bayreuth                              | Sofia de Saxe-Weissenfels 16 de outubro de 1699 Leipzig cinco filhos | |
| Frederico Guilherme III o Rei-Soldado Friedrich Wilhelm I     |            | 14 de agosto de 1688    | 25 de fevereiro de 1713 - 31 de maio de 1740     | 31 de maio de 1740      | Eleitorado de Brandemburgo                         | Sofia Doroteia de Hanôver 28 de novembro de 1706 Berlim catorze filhos | Também Rei da Prússia como Frederico I. |
| Cristiana Carlota de Württemberg-Winnental (regente)          |            | 20 de agosto de 1694    | 1723-1729                                        | 25 de dezembro de 1729  | Brandemburgo-Ansbach                               | Guilherme Frederico 28 de agosto de 1709 Estugarda três filhos | |
| Carlos Guilherme Frederico o Marquês Selvagem                 |            | 12 de maio de 1712      | 1729-1757                                        | 3 de agosto de 1757     | Brandemburgo-Ansbach                               | Frederica Luísa da Prússia 30 de maio de 1729 Berlim dois filhos | |
| Jorge Frederico Carlos                                        |            | 30 de junho de 1688     | 1726-1735                                        | 17 de maio de 1735      | Brandemburgo-Bayreuth                              | Doroteia de Schleswig-Holstein-Sonderburg-Beck 17 de abril de 1709 Reinfeld cinco filhos | |
| Frederico VI                                                  |            | 10 de maio de 1711      | 1735-1763                                        | 26 de fevereiro de 1763 | Brandemburgo-Bayreuth                              | Guilhermina da Prússia 17 de abril de 1709 Berlim um filho Sofia Carolina de Brunsvique-Volfembutel 20 September 1759 Brunsvique sem filhos | Não deixou descendência. O título passou para Frederico Cristiano, de uma linha colateral. |
| Frederico VII o Grande Friedrich II                           |            | 24 de janeiro de 1712   | 31 de maio de 1740 - 17 de agosto de 1786        | 17 de agosto de 1786    | Eleitorado de Brandemburgo                         | Isabel Cristina de Brunsvique-Volfembutel-Bevern 12 June 1733 Volfembutel sem filhos | Também rei da Prússia cmo Frederico II. Nao deixou descendentes. O título passou para um sobrinho. |
| Carlos Alexandre                                              |            | 24 de fevereiro de 1736 | 1757-1769                                        | 5 de janeiro de 1806    | Brandemburgo-Ansbach e Brandemburgo-Bayreuth       | Frederica Carolina de Saxe-Coburgo-Saalfeld 22 de novembro de 1754 Coburgo sem filhos Elizabeth Craven 13/30 de outubro de 1791 Lisboa (morganático) sem filhos | Em 176 reuniu, uma vez mais, Ansbach e Bayreuth. |
| Frederico Cristiano                                           |            | 17 de julho de 1708     | 1763-1769                                        | 20 de janeiro de 1769   | Brandemburgo-Bayreuth                              | Vitória Carlota de Anhalt-Zeitz-Hoym 26 de abril de 1732 Schaumburg dois filhos | Bisneto de Cristiano I e primo dos seus antecessores Left no male descendants; Bayreuth was reunited to Ansbach. |
| Carlos Alexandre                                              |            | 24 de fevereiro de 1736 | 1769-1791                                        | 5 de janeiro de 1806    | Brandemburgo-Ansbach e Brandemburgo-Bayreuth       | Frederica Carolina de Saxe-Coburgo-Saalfeld 22 de novembro de 1754 Coburgo sem filhos Elizabeth Craven 13/30 de outubro de 1791 Lisboa (morganático) sem filhos | Em 1791 vendeu os Marquesados ao Reino da Prússia. |
| Frederico Henrique                                            |            | 21 de agosto de 1709    | 1771-1788                                        | 12 de dezembro de 1788  | Brandemburgo-Schwedt                               | Leopoldina Maria de Anhalt-Dessau 13 de fevereiro de 1739 dois filhos | Não deixou descendência. Schwedt regressou à posse do Eleitorado. L |
| Frederico Guilherme IV Friedrich Wilhelm II                   |            | 25 de setembro de 1744  | 17 de agosto de 1786 - 16 de novembro de 1797    | 16 de novembro de 1797  | Eleitorado de Brandemburgo                         | Isabel Cristina de Brunsvique-Volfembutel 14 de julho de 1765 Salzdahlum (anulado a 18 de abril de 1769) um filho Frederica Luísa de Hesse-Darmstadt 14 de julho de 1769 Berlim oito filhos Julie von Voss 7 de abril de 1787 Berlim (morganático e bígamo) sem filhos Sophie von Dönhoff 11 de abril de 1790 Berlim (morganático e bígamo) dois filhos | Sobrinho de Frederico O Grande, como filho de Augusto Guilherme, irmão deste. Também Rei da Prússia como Frederico Guilherme II. |
| Frederico Guilherme V Friedrich Wilhelm III                   |            | 3 de agosto de 1770     | 16 de novembro de 1797 - 6 de agosto de 1806     | 7 de junho de 1840      | Eleitorado de Brandemburgo                         | Luísa de Mecklemburgo-Strelitz 24 de dezembro de 1793 Berlim dez filhos Auguste von Harrach 9 de novembro de 1824 Berlim (morganático) sem filhos | Rei da Prússia (como Frederico Guilherme III) e último Eleitor de Brandemburgo. O Sacro Império Romano-Germânico foi dissolvido em 1806, e a partir dessa data Frederico Guilherme governou como Rei Independente da Prússia.                                                                                   |

## Pós-monarquia
Depois da derrota da Alemanha nazista na Segunda Guerra Mundial, Brandemburgo, que havia sido anteriormente uma mera província da Prússia, ressurgiu como um Land alemão.

### Primeiros-ministros de Brandemburgo, 1945-1952
- Karl Steinhoff (SPD/SED), 1945-1949.
- Rudolf Jahn (SED), 1949-1952.

Após ser abolido em uma reorganização dos territórios administrados pela República Democrática Alemã (Alemanha Oriental), o Land Brandemburgo foi restaurado no prelúdio da unificação alemã em 1990.

### Ministros-presidentesde Brandemburgo
1. 1947 - 1949: Karl Steinhoff (SED, antigo SPD)
2. 1949 - 1952: Rudolf Jahn (SED)
3. 1990 - 2002: Manfred Stolpe (SPD)
4. desde 2002: Matthias Platzeck (SPD)